# Rassemblement citoyen
Le Rassemblement citoyen est un parti politique de la république du Congo. Il est fondé en mars 1998, et son président Claude Alphonse Nsilou est ministre dans le gouvernement depuis 2002.
Lors des élections législatives de 2007 le parti remporte un des 137 sièges à l'Assemblée nationale,. Claude Alphonse Nsilou, qui a gagné dans la deuxième circonscription de Bacongo (un arrondissement de Brazzaville), est le seul membre du RC à remporter un siège.

## Résultats électoraux
| Année | Élus    |
| ----- | ------- |
| 2007  | 1 / 137 |
| 2012  | 3 / 139 |
| 2017  | 1 / 151 |
| 2022  | 1 / 151 |